# Рохеза Жиффар
Рохеза Жиффар (англ. Rohese Giffard; умерла после 1113) — англо-нормандская аристократка, дочь Готье I Жиффара, сеньора де Лонгевиль-сюр-Си, и Ирменгарды, жена Ричарда Фиц-Гилберта, феодального барона Торнбриджа и Клера.

## Происхождение
Рохеза происходила из англо-нормандского аристократического рода Жиффаров. Его родоначальником считается нормандец Осбьерн, сеньор де Больбек, женившийся на Авелин, сестре Гунноры де Крепон, жены герцога Нормандии Ричарда I. Его сын, Готье I Жиффар, получил Лонгевиль-сюр-Си в Верхней Нормандии, ставший центром его владений. Близкий родственник Вильгельма I Завоевателя, он был его верным сторонником и, несмотря на солидный возраст, участвовал в нормандском завоевании Англии, в том числе и битве при Гастингсе, после чего получил там обширные владения. Он был женат на Ирменгарде, дочери Жерара Флетеля. От этого брака родилось несколько детей, в том числе и Рохеза. Наследник же Готье, Уолтер (Готтье) получил титул графа Бекингема.

## Биография
Год рождения Рохезы неизвестен. Её мужем стал Ричард Фиц-Гилберт, происходивший из побочной линии герцогов Нормандских. Известно, что уже к 1066 году у них родились дети, о чём свидетельствует сделанное в честь них Ричардом пожалование Жюмьежскому аббатству. Всего в этом браке родилось 6 сыновей и 2 дочери.
После нормандского завоевания муж Рохезы получил обширные владения в Англии. «Книга Страшного суда» сообщает, что в 1086 году в его собственности находилось 224 маноров в 8 южноанглийских графствах (Бедфордшир, Кембриджшир, Кент, Норфолк, Саффолк, Суррей, Уилтшир, Эссекс), оценивая их стоимость в 873 фунта. Его владения образовали 2 земельных массива, их центрами стали построенные Ричардом замки Торнбридж (в Кенте) и Клер (в Саффолке). Эти пожалования сделали Ричарда восьмым по богатству мирянином после короля. При этом в той же «Книге Страшного суда» указывается, что и Рохеза имела личное владение — манор Эйнсбери в Кембриджшире, в котором около 1080—1081 года её муж основал монастырь Святого Неота.
Рохеза пережила мужа, умершего между 1087 и 1090 годами. Последний раз её имя упоминается в 1113 году, когда она сделала дарение монастырю Святого Неота. После прекращения рода Жиффаров потомки Рохезы стали сонаследниками их владений.

## Брак и дети
Муж: Ричард Фиц-Гилберт (1030/1035 — 1087/1090), сеньор де Бьенфет и д’Орбек с ок. 1050, феодальный барон де Торнбридж и де Клер. Дети:
- Роджер Фиц-Ричард (ум. после 1130), сеньор де Бьенфет и д’Орбек с 1087/1090[4][6].
- Гилберт Фиц-Ричард (1065—1117), барон де Тонбридж и де Клер с 10871090, барон Кардигана с 1111[4][6].
- Уолтер Фиц-Ричард[англ.] (ум. 1138), барон Нетеруэнта (южный Уэльс), основатель Тинтернского аббатства (1131)[4][6].
- Ричард Фиц-Ричард (ум. 1107), монах монастыря Бек в Нормандии, аббат Или 1100—1102, ?—1107[4][6].
- Роберт Фиц-Ричард (ум. 1134), лорд Литтл-Данмоу (Эссекс) и замка Байнард (Лондон), основатель рода Фицуолтеров (угас в 1432 году)[4][6].
- Годфри Фиц-Ричард[4].
- Аделиза де Клер (1069—1138); муж: Уолтер (Готье) I Тирел (ум. ок. 1140), сеньор Пуа и Ландхэма[4][6].
- Рохеза де Клер (ум. 7 января 1121); муж: Эд де Ри (ум. 1120), стюард Вилььгельма Завоевателя[4][6].
- (?) дочь; муж: Рауль I де Фужер (ум. 1124)[К 1][4][6].